# جاك كاسيني
جاك كاسيني (بالفرنسية: Jacques Cassini)‏ عالم فلك فرنسي، ابن الفلكي الإيطالي الشهير جيوفاني كاسيني. ولد كاسيني في مرصد باريس. قُبلت في سن السابعة عشرة عضويته في الأكاديمية الفرنسية للعلوم، انتخب في 1696 عضوا في الجمعية الملكية في لندن، وأصبح أستاذ محاسبة في 1706. بعد نجح والده في المرصد في 1712، قاس في عام 1713 قوس الطول الجغرافي من دونكيرك إلى بيربينيا، ونشرت النتائج في مجلد بعنوان Traité de la grandeur et de la figure de la terre (1720).
كانت له اثنين من حسابات منفصلة لدرجات طول القوس الجغرافي 57097 تويس باريس (111،282 كم) و57061 تويس (111،211 كم)، وإعطاء النتائج للنصف قطر الأرض من 3271420 تويس (6،375.998 كم) و3269297 تويس (6،371.860 كم). وكتب أيضا كتاب عناصر الفلك (Eléments d'astronomie) سنة 1740، ونشر الجداول الأولى من الأقمار لكوكب زحل عام 1716.
تم تسمية كويكب 24102 Jacquescassini .

## روابط خارجية
- جاك كاسيني على موقع الموسوعة البريطانية (الإنجليزية)